# Lawn Boy
| Recensione | Giudizio |
| ---------- | -------- |
| AllMusic   | [ 1 ]    |

Lawn Boy è il secondo album in studio ufficiale del gruppo musicale statunitense Phish, pubblicato nel 1990.
In tutte le canzoni, si combinano in modo fantasioso molteplici melodie e generi musicali, lasciando grande spazio alle parti soliste.

## Tracce
Testi e musiche di Trey Anastasio, eccetto dove indicato.
1. The Squirming Coil – 6:04 (Trey Anastasio, Tom Marshall)
2. Reba – 12:27
3. My Sweet One – 2:07 (Jon Fishman)
4. Split Open and Melt – 4:42
5. The Oh Kee Pa Ceremony – 1:41
6. Bathtub Gin – 4:29 (Trey Anastasio, Suzannah Goodman)
7. Run Like an Antelope – 9:52 (Trey Anastasio, Steve Pollak)
8. Lawn Boy – 2:32 (Trey Anastasio, Tom Marshall)
9. Bouncing Around the Room – 3:52 (Trey Anastasio, Tom Marshall)

Durata totale: 47:46

## Formazione
- Trey Anastasio – chitarra, voce
- Page McConnell – pianoforte, tastiere, voce
- Mike Gordon – basso, voce
- Jon Fishman – batteria, voce

### Altri musicisti
- Tom Marshall – voce in Lawn Boy
- Christine Lynch – cori in Split Open and Melt
- Joseph Somerville, Jr. – tromba in Split Open and Melt
- Dave the Truth Grippo – sassofono contralto in Split Open and Melt
- Russell B. Remington – sassofono tenore in Split Open and Melt